# إليانا ماركيز
إليانا ديل كارمن ماركيز بيدروزا (من مواليد 19 مارس 1996) عارضة أزياء فنزويلية وحاملة لقب ملكة جمال توجت ملكة جمال فنزويلا 2023. بعد رفع القيود عن مشاركات الزوجات والأمهات تعتبر إليانا ماركيز أول أم تفوز بلقب ملكة جمال فنزويلا. وستمثل فنزويلا في مسابقة ملكة جمال الكون 2024 في المكسيك.

## النشأة والتعليم
ولدت إليانا في 19 مارس 1996 في فالنسيا، فنزويلا. هي ابنة يليني بيدروزا راموس ورافائيل ماركيز ولديها أخ واحد هو راينر إنريكي ماركيز بيدروزا. تخرجت في  التعليم الأولي، بعد أن التحقت بالمعهد الجامعي للتكنولوجيا خوان بابلو بيريز ألفونزو في فالنسيا.

## مسابقة الجمال و التتويج

### ملكة جمال فنزويلا 2023
تغلب ماركيز على 24 مرشحة أخرى في مسابقة ملكة جمال فنزويلا 2023 في 07 ديسمبر 2023، لتصبح ثالث امرأة تمثل أمازوناس تفوز باللقب، بعد كارولينا إسحق في عام 1991 ودايانا ميندوزا في عام 2007.

### ملكة جمال الكون 2024
سيمثل ماركيز فنزويلا في مسابقة ملكة جمال الكون 2024 في المكسيك.

## روابط خارجية
- Miss Venezuela Official Website
- Miss Universe Official Website